# 万葉調
万葉調（まんようちょう）は、万葉集にみられる歌風のこと。

## 概要
生活における素朴な感動を具体的かつ率直に表現し、雄健でおおらかな格調をもつ。五七調を主とし、二句切れと四句切れが多い。
江戸時代中期の国学者・歌人の賀茂真淵はこの歌調を「ますらおぶり」と評した。これは「たおやめぶり」の対義で、男性的な歌風のことである。
また、万葉調の考えは後世の歌人による万葉復古の意識によって生じ、実際万葉調歌人として鎌倉時代には 源実朝、江戸時代には賀茂真淵、田安宗武、良寛、楫取魚彦、村田春海、生田万らが、明治時代には正岡子規やアララギ派の歌人がいる。